# Federico Costanzo Spinola
Federico Costanzo Spinola (Taggia, 3 giugno 1830 – Torino, 28 settembre 1909) è stato un diplomatico e politico italiano.

## Biografia
Inviato straordinario e ministro plenipotenziario di II classe (6 febbraio 1876) a Buenos Aires (6 febbraio 1876), Stoccolma (7 settembre 1879), L'Aja (27 dicembre 1886). Inviato straordinario e ministro plenipotenziario di I classe (29 gennaio 1888-25 ottobre 1895. Data del collocamento a riposo) a Lisbona (19 novembre 1892). Capo divisione degli affari commerciali presso il Ministero degli esteri (30 dicembre 1867-17 settembre 1871)